# Dolichestola vittipennis
Dolichestola vittipennis là một loài bọ cánh cứng trong họ Cerambycidae.